# Zhang Peilin
Zhang Peilin (chiń. 张沛霖; ur. 27 grudnia 1917 w Pingding w prow. Shanxi, zm. 15 września 2005 w Pekinie) – fizyk chiński, metalurg, członek Chińskiej Akademii Nauk.

## Życiorys
Studiował w Zachodniochińskim Instytucie Technologicznym w prowincji Shaanxi, w 1949 obronił doktorat na uniwersytecie w Sheffield; po studiach w Wielkiej Brytanii powrócił do Chin w 1951. Przez wiele lat prowadził badania w Chińskiej Narodowej Korporacji Nuklearnej. Był współtwórcą Instytutu Badań Metalurgicznych Chińskiej Akademii Nauk, w 1980 został powołany na członka Chińskiej Akademii Nauk. Był również przewodniczącym Chińskiego Towarzystwa Badań nad Materiałami Nuklearnymi.
W badaniach naukowych zajmował się m.in. energią i paliwem jądrowym. Jego prace przyczyniły się do rozwoju chińskiej fizyki jądrowej, były również wykorzystywane w przemyśle obronnym.